# Tartu universitet

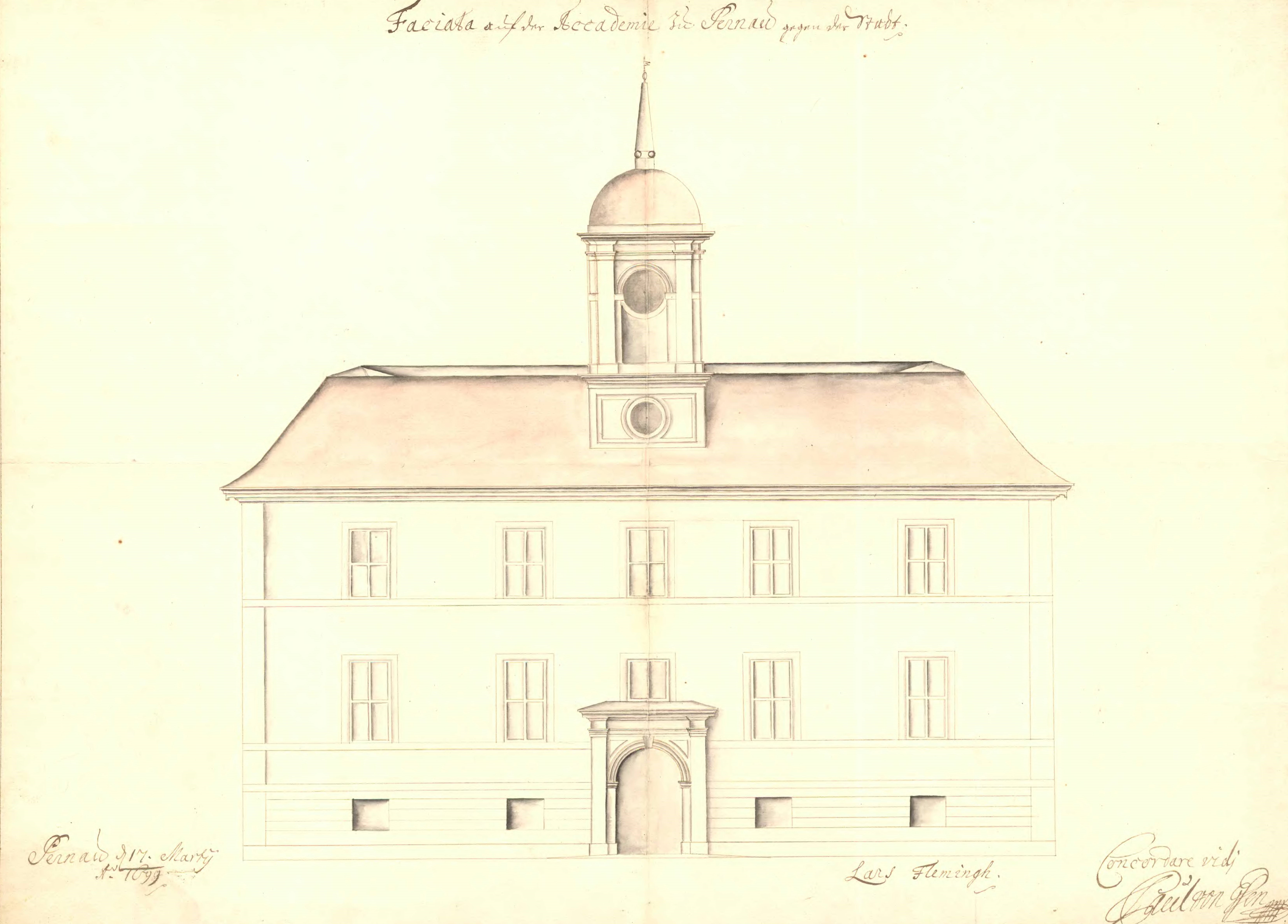
Academia Gustavo-Carolinas byggnad i Pernau 1699–1710.

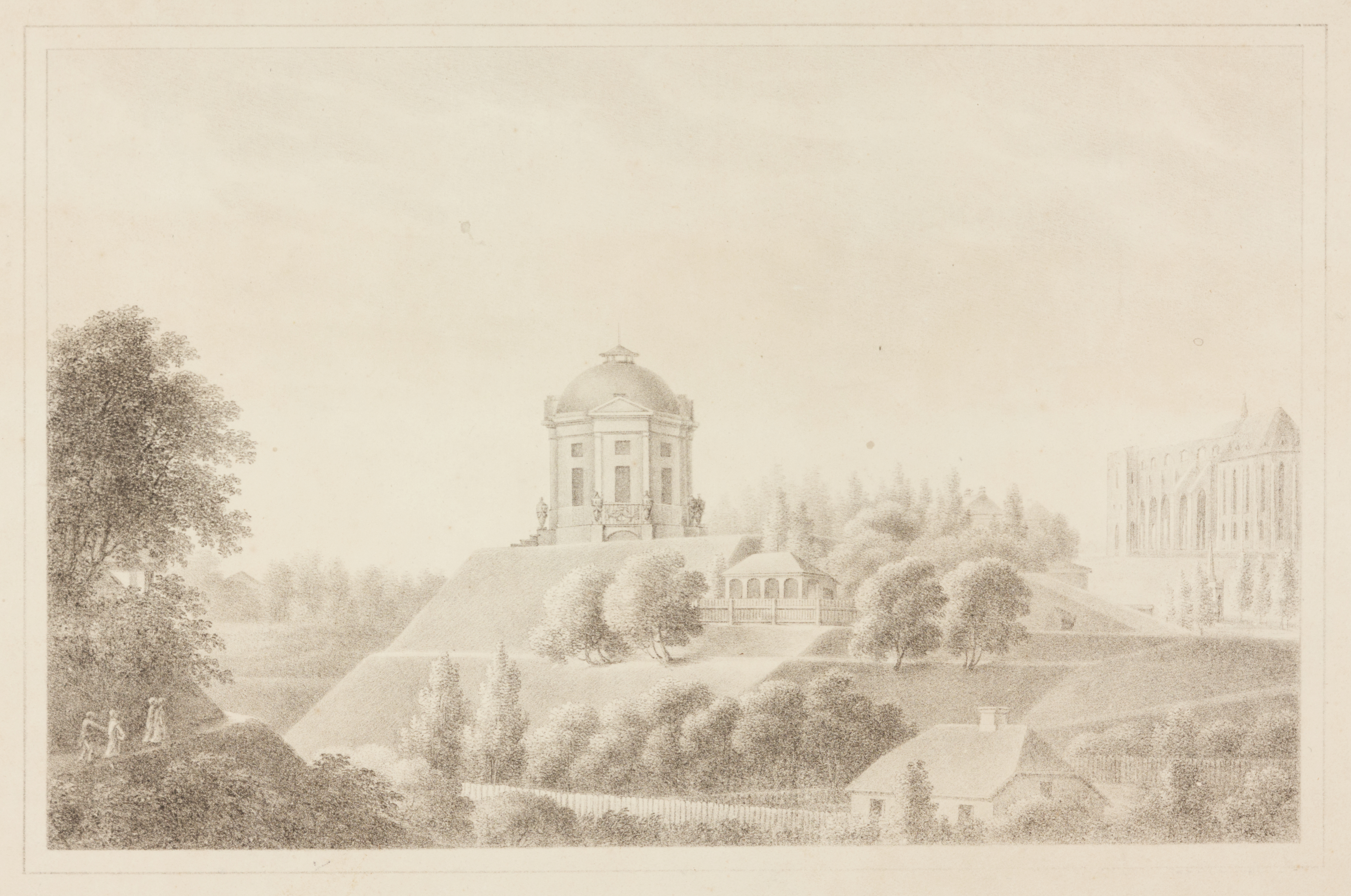
Anatomiska teatern på Domberget, 1820-talet.

Tartu universitet (tidigare Dorpats universitet; estniska: Tartu Ülikool; latin: Universitas Tartuensis), är ett statligt universitet i Tartu i Estland, grundat 1632 under svenskt styre. Det har tidigare hetat Academia Gustaviana (1632–1665) och Academia Gustavo-Carolina (1690–1710).
Tartu universitet är i dag Estlands största universitet, med filialer på andra estniska orter. Det har ungefär 18 000 studenter, varav ungefär 10 000 i Tartu, och har elva fakulteter.

## Historik

### Academia Gustaviana 1632–1665

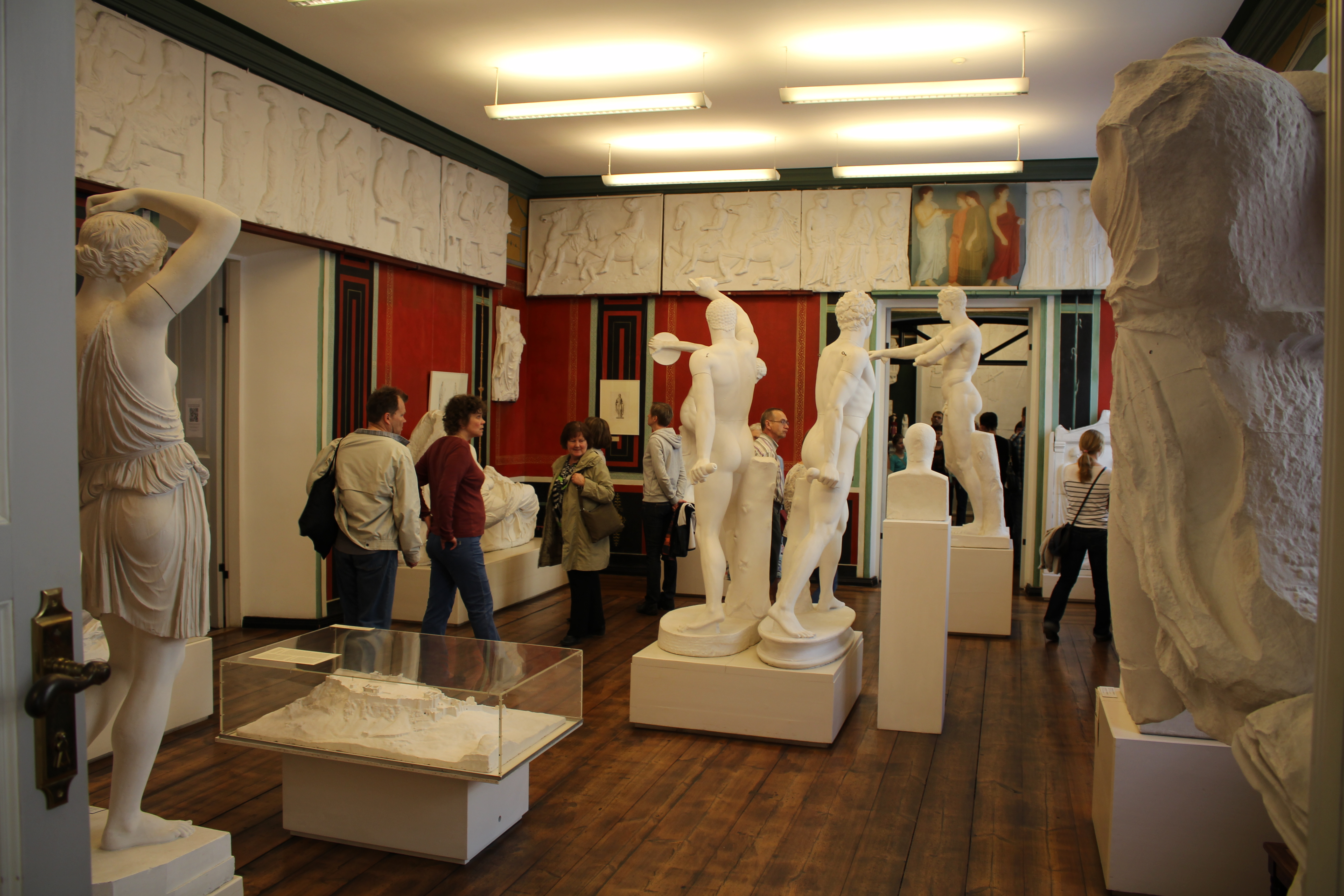
Tartu universitets konstmuseum ligger i huvudbyggnadens västra flygel

Dorpats universitet grundades i Svenska Livland som Academia Gustaviana på initiativ av Petrus Kenicius och dåvarande generalguvernören Johan Skytte som en omvandling av det i oktober 1630 inrättade akademiska gymnasiet i staden. Det fick sitt stadfästelsebrev av kung Gustav II Adolf, undertecknat den 30 juni 1632 i lägret vid Nürnberg. Johan Skytte var universitetets kansler och Jakob Skytte dess förste rektor 1632–1633; han efterträddes av den baltisk-tyske teologen Andreas Virginus 1633 och juristen Heinrich Hein 1633–1634.
Den förste studenten var Bengt Baaz (senare adlad Ekehielm), som efter studier i Rostock och Uppsala immatrikulerades 1632 och tog magistergraden 1633.
Universitetet inrättades som Sveriges andra universitet efter Uppsala universitet. Under kung Karl X Gustavs ryska krig 1656–1661 flyttades universitetet till Reval (nuvarande Tallinn) 1656. Efter det att ryssarna intagit Dorpat stängdes det 1665.

### Academia Gustavo-Carolina 1690–1710
Nya statuter för universitet utfärdades 1689, och året därpå återinvigdes universitetet som Academia Gustavo-Carolina med teologen Olaus Moberg som rektor och med tio professorer.
I samband med en svår hungersnöd flyttades universitetet i augusti 1699 till Pernau (nuvarande Pärnu). Där verkade det till 1710, då verksamheten lades ned på grund av stora nordiska kriget.

### Dorpats kejserliga universitet 1802–1918
Genom åren har Tartu universitet fått nya herrar vid ett flertal tillfällen och lagts ned och återupprättats om vartannat. År 1802 återupprättades det som Kaiserliche Universität Dorpat, ett tyskspråkigt universitet i Kejsardömet Ryssland. Det russifierades 1893, och fick då namnet Kaiserliche Universität Jurjew.
En av de första professorerna var Johann Wilhelm von Krause, professor i agronomi, teknik och arkitektur, och som också ritade universitetets första byggnader. En annan var Gustav von Ewers, professor i historia, statistik och geografi 1810–1826 samt i juridik från 1816, samt långvarig rektor 1818–1830.

### Från 1918
I samband med Estlands självständighet upprättades universitetet som Republiken Estlands universitet 1919. Under Sovjetunionens ockupation 1940–1941 och 1944–1989 skedde åter en viss russifiering, även om estniska förblev det huvudsakliga undervisningsspråket. Universitetet hette då Tartus statliga universitet. 
Sedan Estlands självständighet 1991 ligger Tartu universitet återigen under den estniska staten. Antalet studenter ökade från 6 500 till 12 200 mellan 1989 och 2000. Sedan 1999 har en organisatorisk centralisering skett i linje med Bolognaprocessen.

## Byggnader
Tartus gamla anatomiska teater öppnades 1805, och var en av de första byggnaderna som öppnades efter att universitetet återupprättats 1802. Tartu universitets huvudbyggnad ritades av Johann Wilhelm von Krause och uppfördes mellan 1804 och 1809.

## Personer med koppling till universitetet
Se också: Dorpats kejserliga universitet#Personer

### Forskare
- Jurij Lotman, filolog, semiotiker och litteraturhistoriker; professor 1963

## Bilder

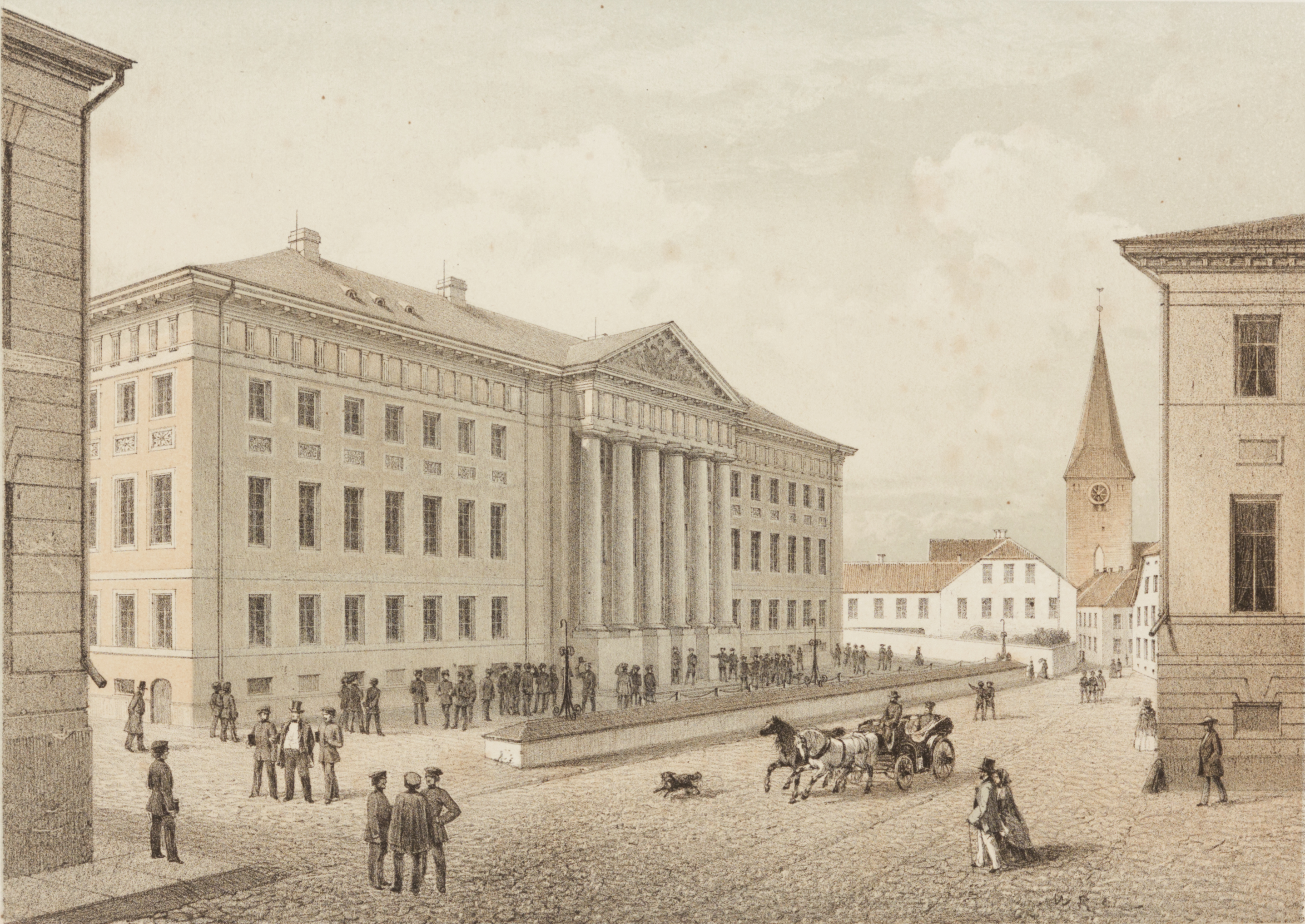
Tartu universitets huvudbyggnad år 1860.
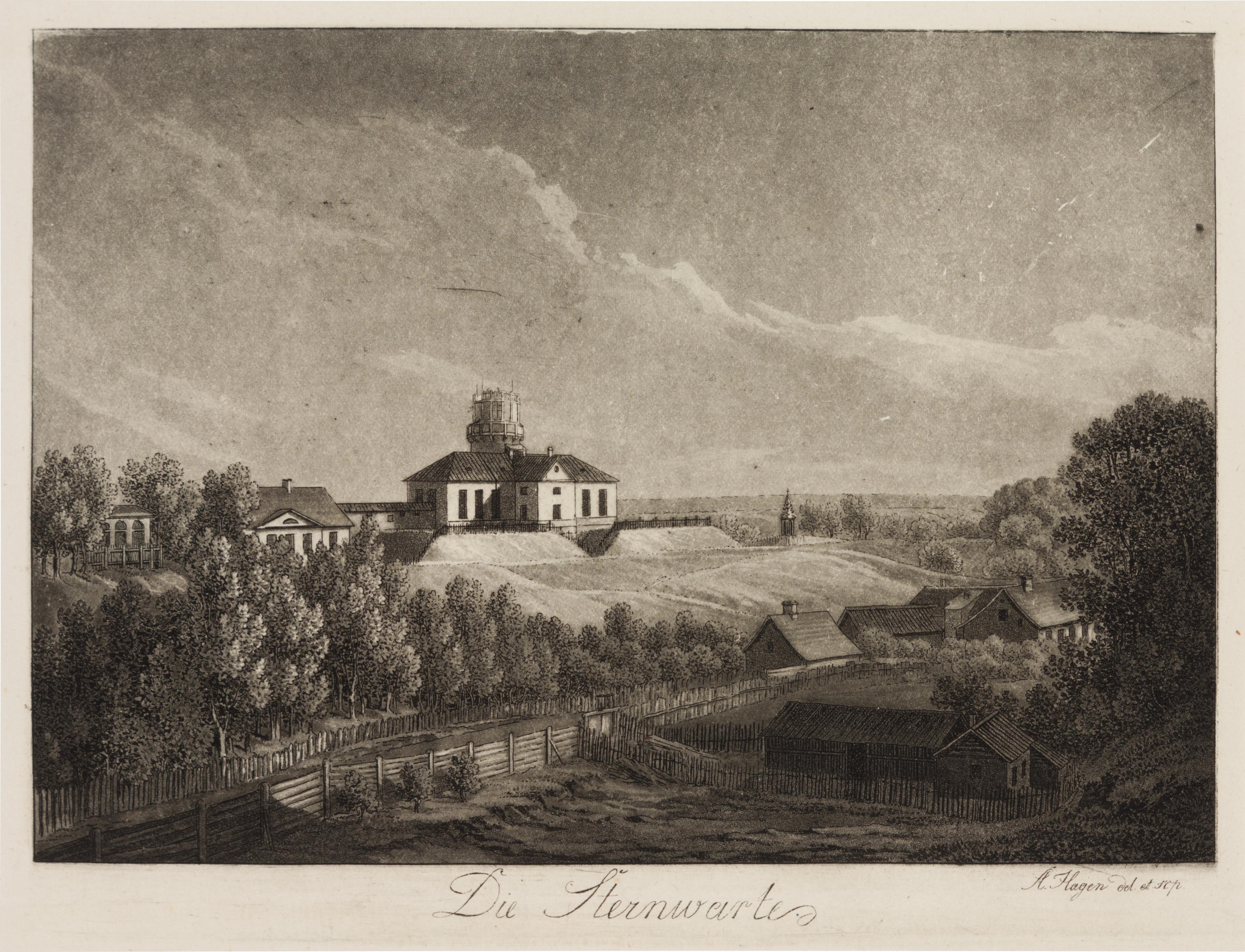
Det astronomiska observatoriet, Die Sternwarte, omkring 1830.
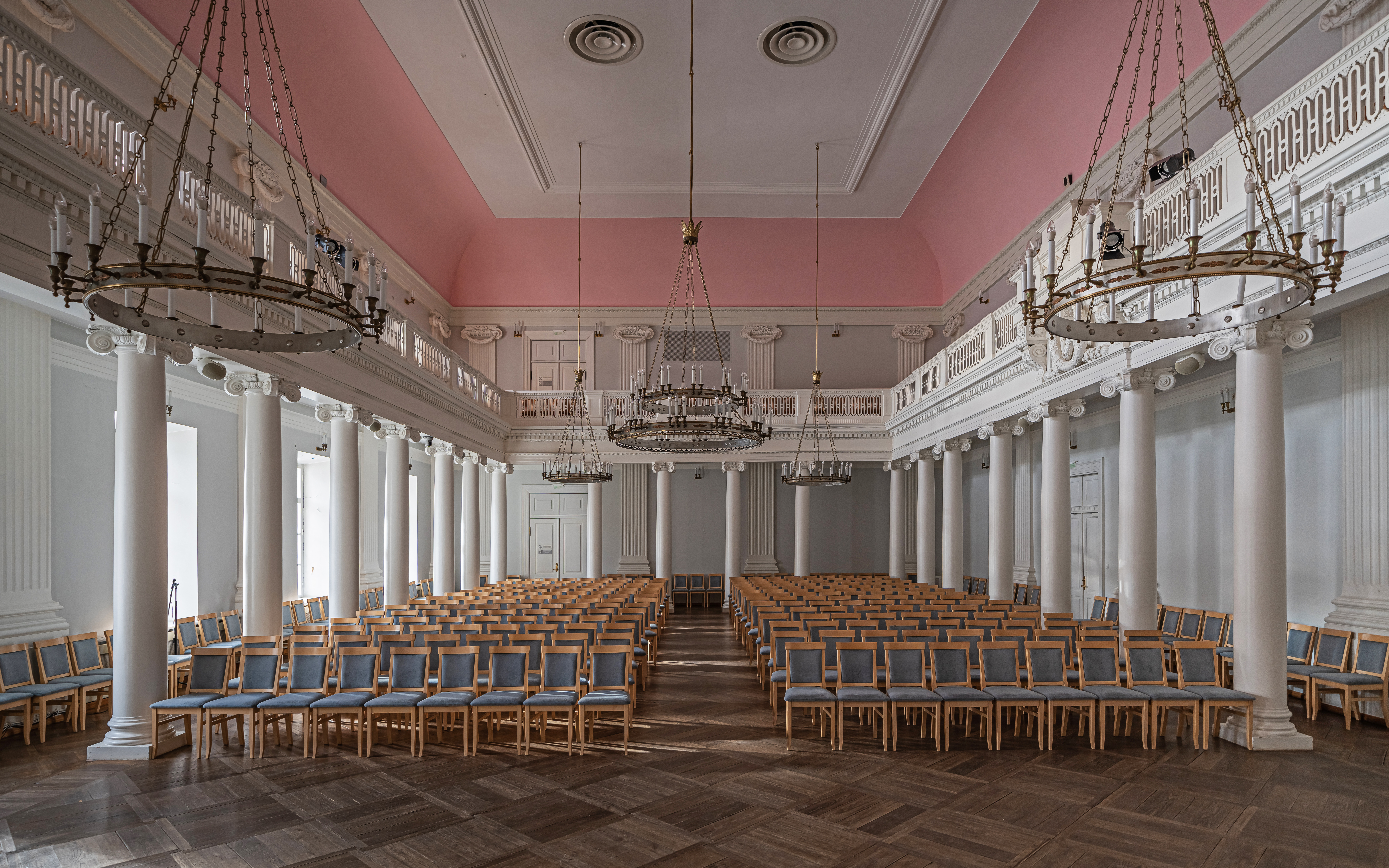
Universitetshusets aula.
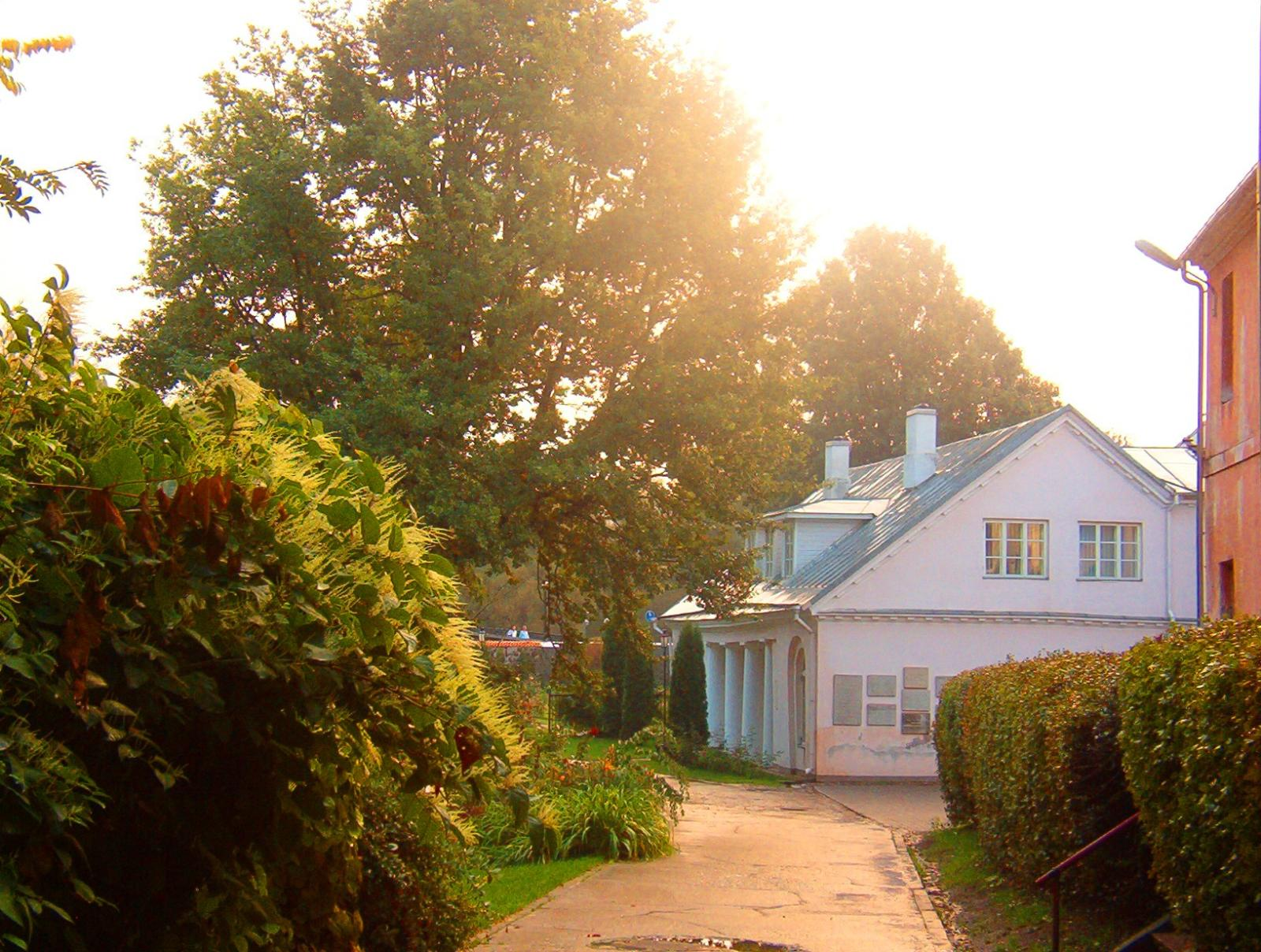
Byggnad i Tartu universitets botaniska trädgård från 1806.
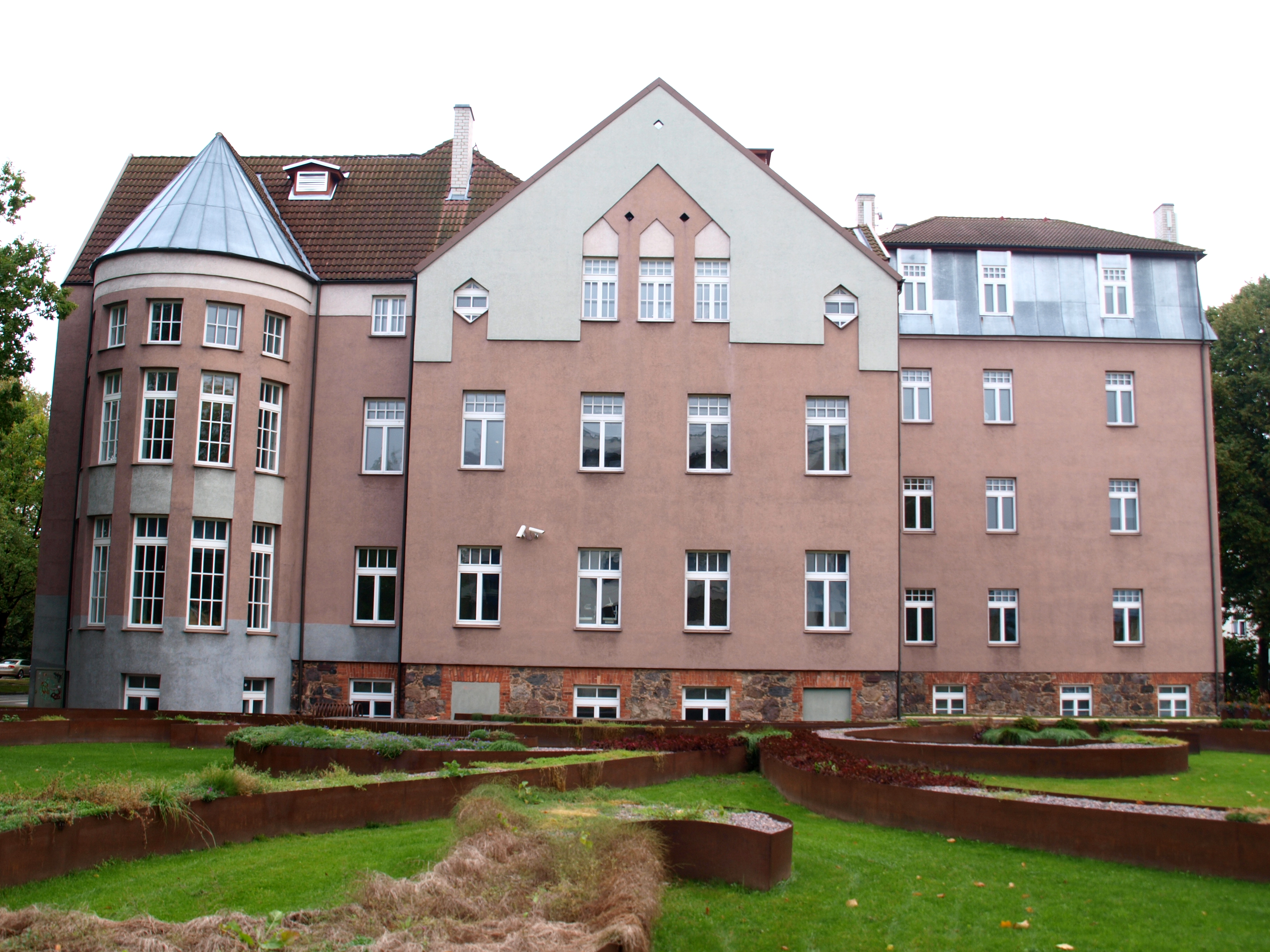
Juridicum, Näitusegatan, byggt 1909.
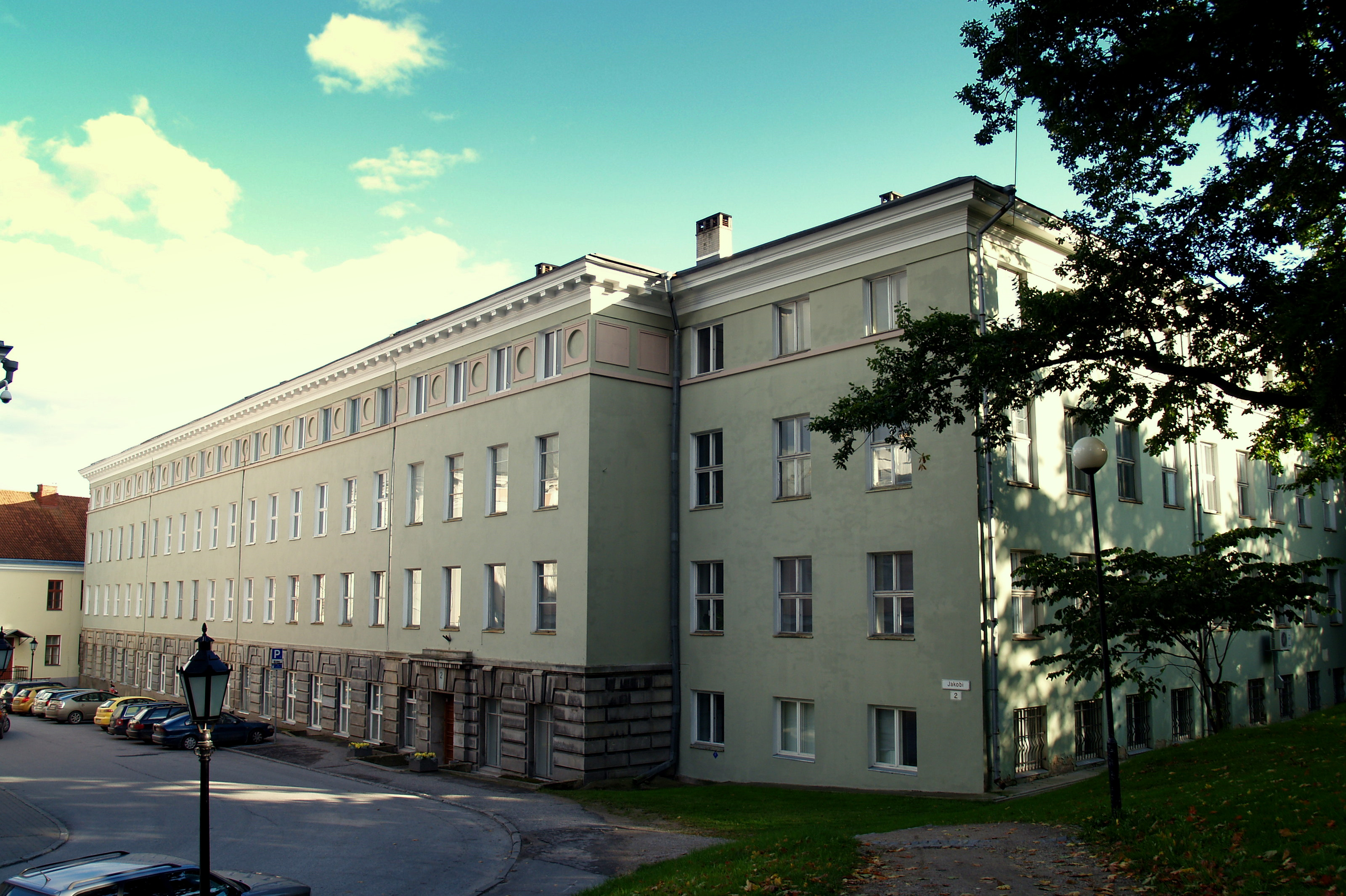
Den tidigare kemibyggnaden från 1939, vid Jacobigatan 2, numera Filosoficum.
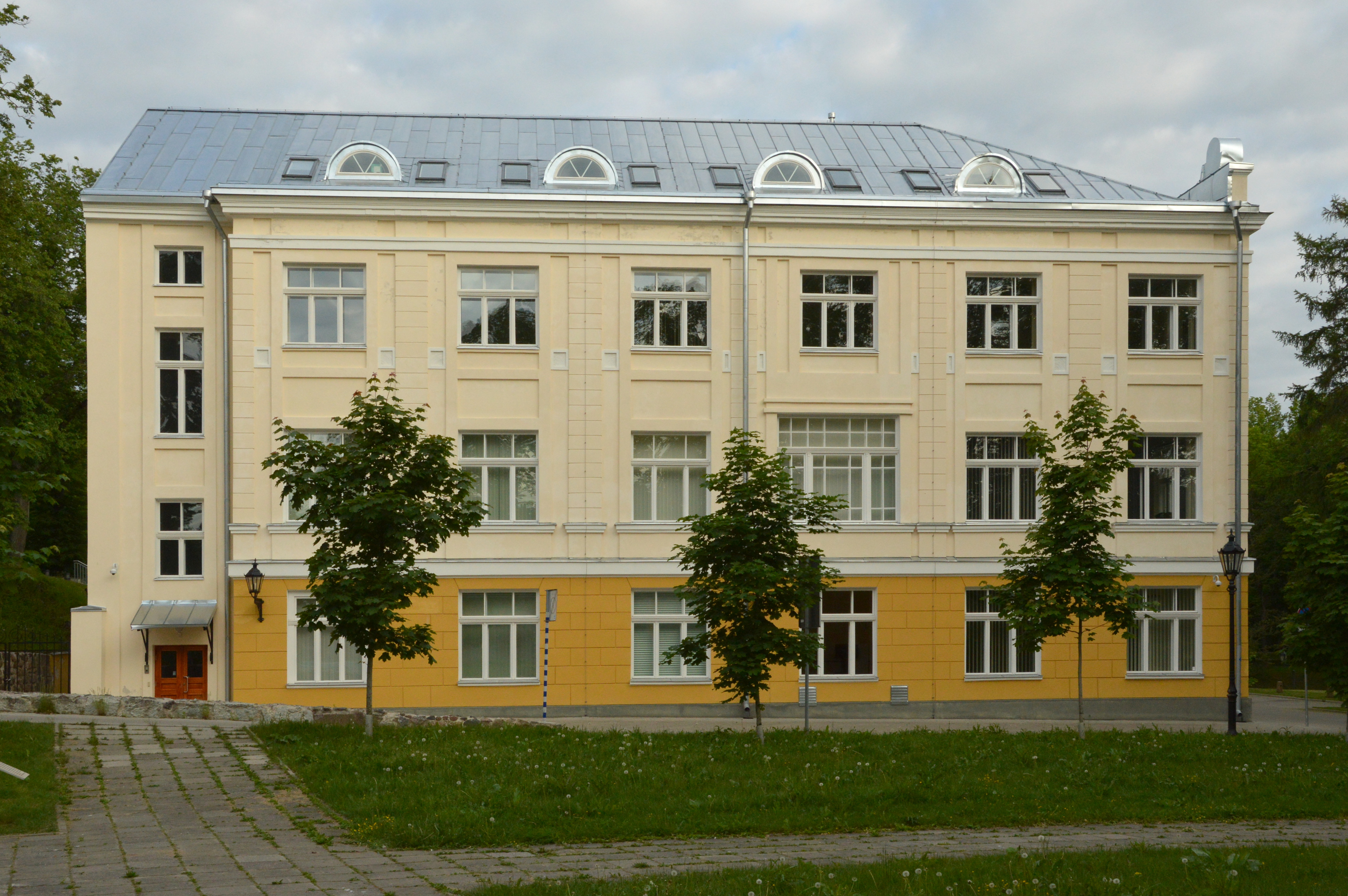
Institutionsbyggnaden vid Lossi 36 på Toomemägi.
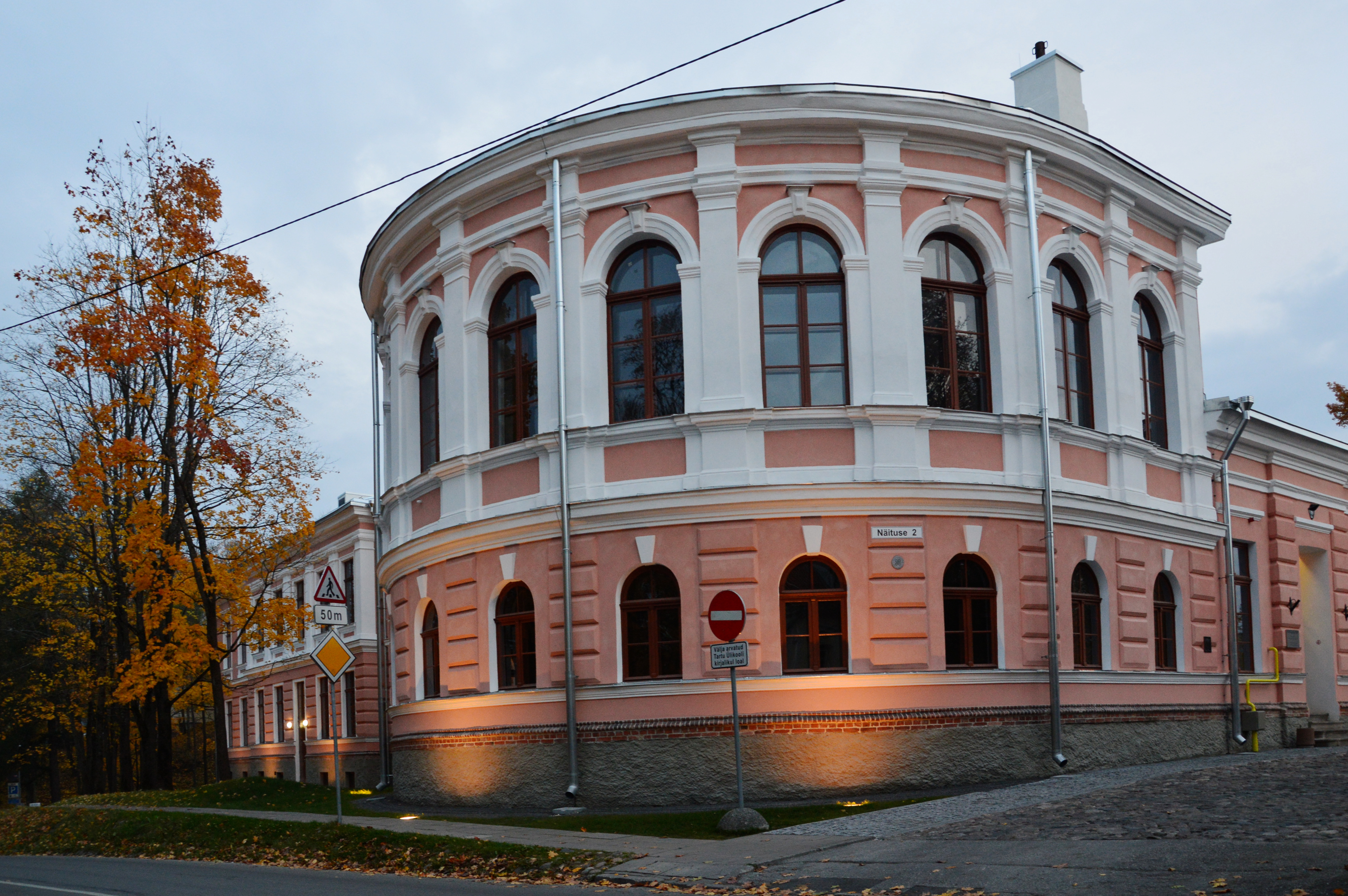
Nya anatomiska teatern från 1888.
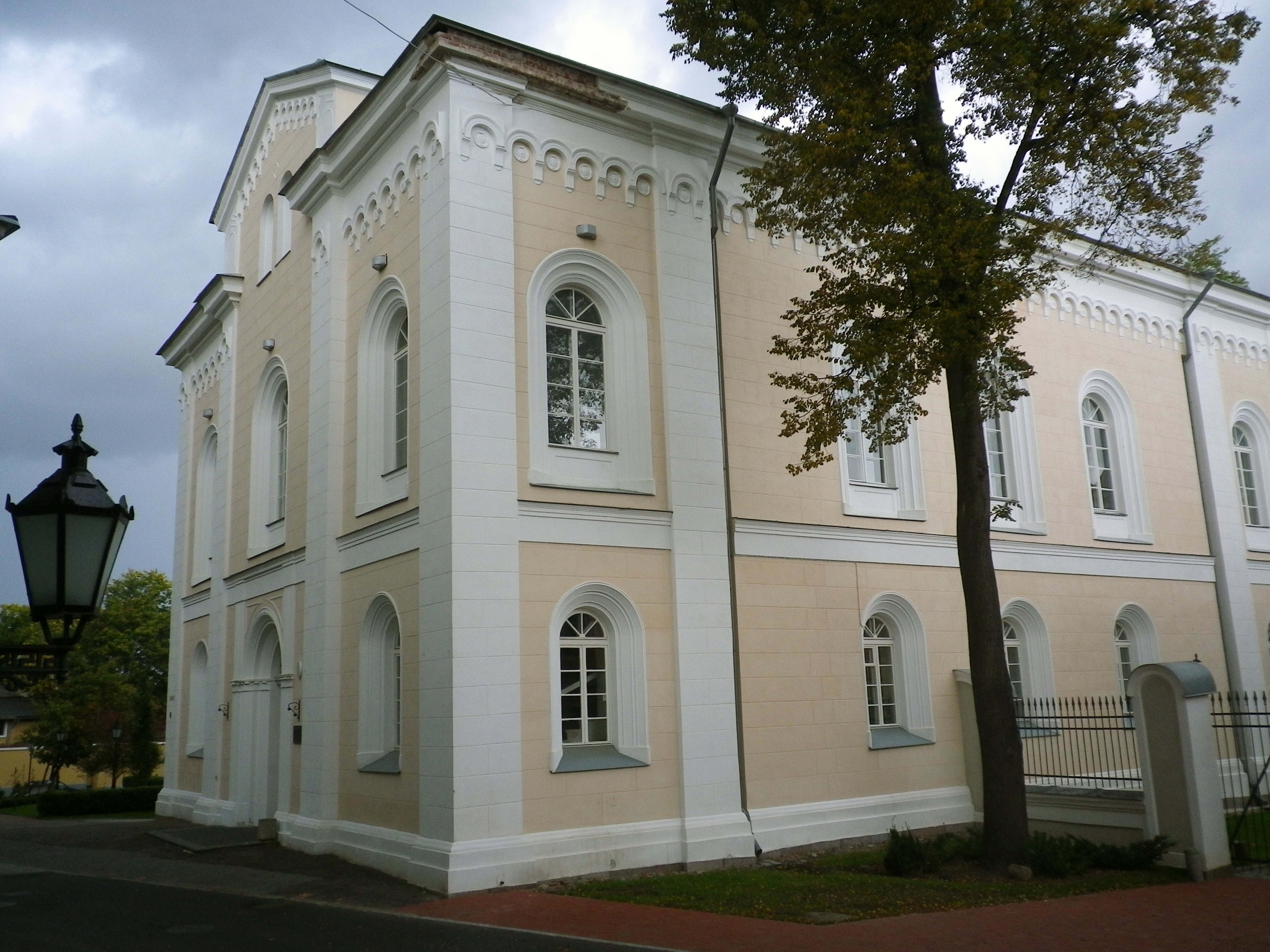
Den tidigare universitetskyrkan från 1860, numera Humanistiska biblioteket.
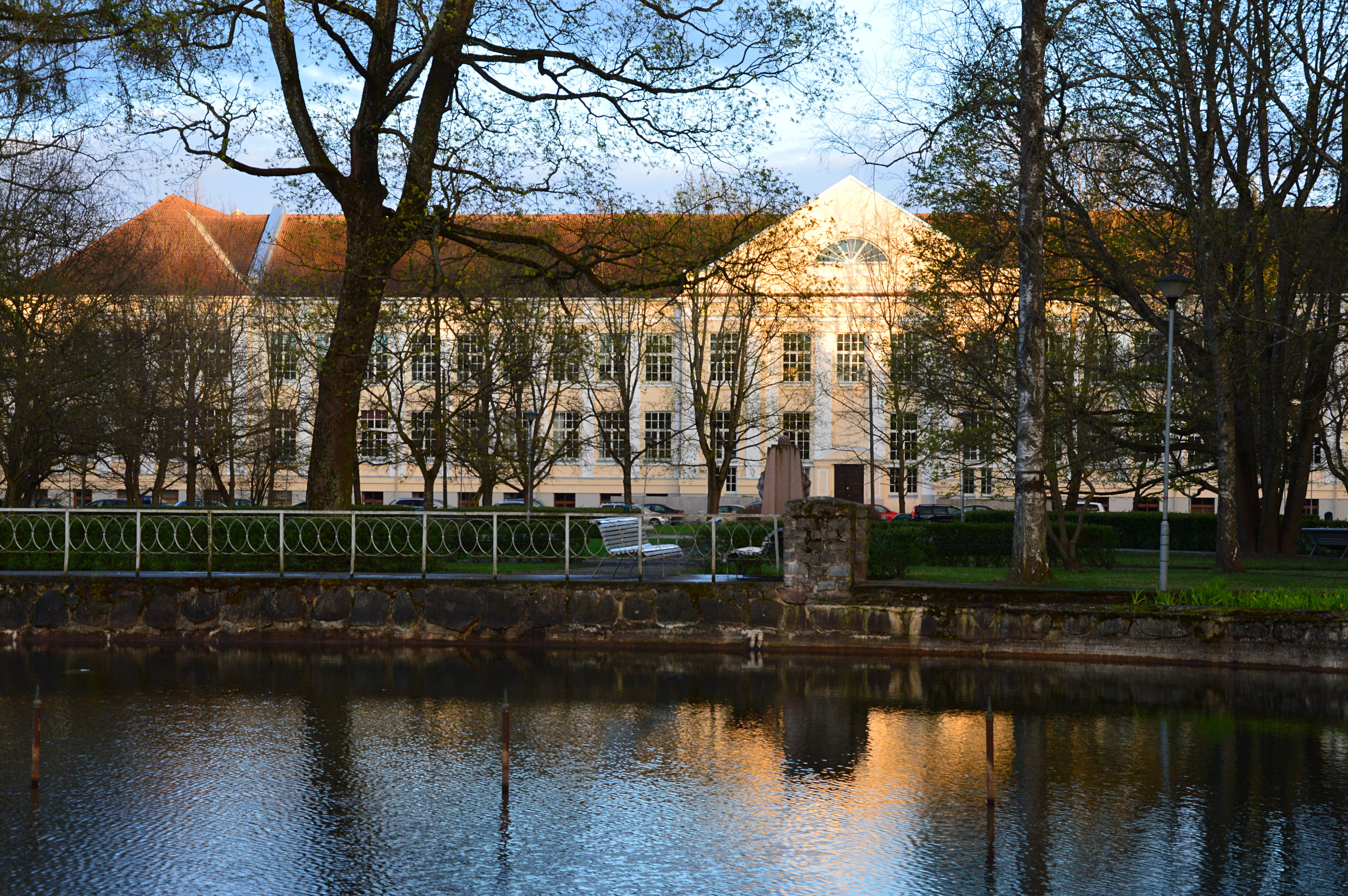
Institutionshus från 1914, Vanemuise 46, med Tartu universitets naturhistoriska museum.

## Universitets museer
- Tartu universitets konstmuseum
- Tartus gamla observatorium
- Tartus gamla anatomiska teater
- Tartu universitets naturhistoriska museum
- Tartu universitets botaniska trädgård